# RSS
RSS este o familie de formate de fluxuri web, realizate în format XML și folosite pentru Web syndication. RSS este folosit (printre altele) pentru știri, weblog-uri și podcasting. Abreviația este folosită pentru a face referință la următoarele standarde:
- Really Simple Syndication (RSS 2.0)
- Rich Site Summary (RSS 0.91, RSS 1.0)
- RDF Site Summary (RSS 0.9 și 1.0)

Web feed-urile oferă conținut web sau sumare de conținuturi web împreună cu legături către conținutul complet al respectivei surse de informații și alte metadate. RSS oferă această informație sub forma unui fișier XML numit feed RSS, webfeed, stream RSS sau canal RSS. În plus, față de facilitarea partajării știrilor (termen american: "syndication") , feed-urile web permit cititorilor fideli anumitor pagini să fie informați la actualizarea conținutului de pe aceste pagini web, prin folosirea unui soft special numit aggregator.
În paginile web, feed-urile web (RSS sau Atom) sunt de obicei legate de cuvântul "subscribe" ("subscrie"), un pătrat portocaliu, , sau de literele  sau .

## Utilizare
În timp ce partea cea mai importantă a mass-mediei încă încearcă să înțeleagă potențialul RSS, redactorii de știri folosesc RSS ca să ocolească sursele de știri tradiționale. Prin sistemul RSS, utilizatorii și jurnaliștii au la dispoziție surse constante de știri, fără să mai fie nevoiți să petreacă timp căutând. 
Un program cunoscut sub numele de "feed reader" poate să verifice o listă de surse de știri în numele utilizatorului și să afișeze știrile pe care le găsește. Deseori siturile cunoscute au feed-uri, dar și cele mai mici au adoptat această tehnologie. Anumite situri chiar le permit utilizatorilor să aleagă între feed-uri formatate RSS sau formatate Atom; altele oferă numai feed-uri RSS sau numai Atom.
Programele care folosesc RSS sunt disponibile pentru diferite sisteme de operare. Partea de client e proiectata ca program de sine stătător sau ca extensie pentru programele existente, precum browserele. Browser-ele precum Microsoft Internet Explorer, Mozilla Firefox, Safari sau Opera au integrat sistemul de feed RSS.
Softurile-client pentru feed-uri integrate în pagini web nu solicită software special instalat pe calculatorul utilizatorului și permit acestora să aibă feed-urile disponibile pe orice calculator ar lucra, dacă acesta este conectat la internet. Există agregatoare care combină mai multe feed-uri în unul singur, exemplu fiind un feed despre fotbal care grupează mai multe surse de știri în una singură. Există de asemenea și motoare de căutare de conținut publicat prin feed-uri web, precum Feedster sau Blogdigger.